# ألان مون
ألان مون هو كاتب أغاني ومغني وشاعر كندي، ولد في 6 يناير 1976 في تورونتو في كندا.